# It's My Life (Bon Jovi)
It's My Life is de eerste single afkomstig van Bon Jovi's album Crush uit 2000. Het betekende Bon Jovi's comeback, na vijf jaar geen nieuwe albums meer te hebben uitgebracht. Wereldwijd is het hun meest succesvolle single, met nummer 1-noteringen in een groot aantal landen. Het was hun eerste en enige nummer 1-hit in Nederland. In Vlaanderen was het Bon Jovi's tweede nummer 1, na Always in 1994.
Het nummer kwam op 12 en 13 mei 2000 in zowel de Nederlandse Top 40 als de Mega Top 100 binnen op nummer 5 en was daarmee de hoogste binnenkomer van die week. Kort daarna kwam It's My Life op de eerste plaats en volgde hiermee Britney Spears op, die daarvoor op nummer 1 stond met haar hit Oops!... I Did It Again. It's My Life hield deze positie respectievelijk twee en drie weken in de Nederlandse hitlijsten, waarna deze werd ingenomen door Jop met Jij bent de zon. In totaal stond de hit 14 weken lang in de Nederlandse Top 40 en 20 weken in de Mega Top 100.
In Vlaanderen kwam It's My Life op 13 mei 2000 binnen in de Ultratop 50 op de 49e plaats. Het klom de daaropvolgende weken naar de eerste plaats, dat het bereikte op 24 juni en waar het gedurende vier opeenvolgende weken bleef. Het loste Freestyler van Bomfunk MC's af aan de top van de hitparade. In totaal stond het nummer 21 weken in de Ultratop 50. Het was een van de tien meest verkochte singles van 2000. Ook in de Vlaamse Radio 2 Top 30 werd de eerste positie bereikt.
In 2003 verscheen er op het verzamelalbum This Left Feels Right een akoestische versie van "It's My Life", die begin 2004 de 28e positie haalde in de Nederlandse Top 40 en de 16e positie in de Mega Top 50.

## Hitnoteringen

### Nederlandse Top 40
| It's My Life in de Nederlandse Top 40 | It's My Life in de Nederlandse Top 40 | It's My Life in de Nederlandse Top 40 | It's My Life in de Nederlandse Top 40 | It's My Life in de Nederlandse Top 40 | It's My Life in de Nederlandse Top 40 | It's My Life in de Nederlandse Top 40 | It's My Life in de Nederlandse Top 40 | It's My Life in de Nederlandse Top 40 | It's My Life in de Nederlandse Top 40 | It's My Life in de Nederlandse Top 40 | It's My Life in de Nederlandse Top 40 | It's My Life in de Nederlandse Top 40 | It's My Life in de Nederlandse Top 40 | It's My Life in de Nederlandse Top 40 | It's My Life in de Nederlandse Top 40 |
| Week                                  | 1                                     | 2                                     | 3                                     | 4                                     | 5                                     | 6                                     | 7                                     | 8                                     | 9                                     | 10                                    | 11                                    | 12                                    | 13                                    | 14                                    |                                       |
| ------------------------------------- | ------------------------------------- | ------------------------------------- | ------------------------------------- | ------------------------------------- | ------------------------------------- | ------------------------------------- | ------------------------------------- | ------------------------------------- | ------------------------------------- | ------------------------------------- | ------------------------------------- | ------------------------------------- | ------------------------------------- | ------------------------------------- | ------------------------------------- |
| Positie                               | 5                                     | 3                                     | 1                                     | 1                                     | 2                                     | 2                                     | 4                                     | 5                                     | 8                                     | 7                                     | 15                                    | 21                                    | 25                                    | 35                                    | uit                                   |

### Mega Top 100
| It's My Life in de Mega Top 100 | It's My Life in de Mega Top 100 | It's My Life in de Mega Top 100 | It's My Life in de Mega Top 100 | It's My Life in de Mega Top 100 | It's My Life in de Mega Top 100 | It's My Life in de Mega Top 100 | It's My Life in de Mega Top 100 | It's My Life in de Mega Top 100 | It's My Life in de Mega Top 100 | It's My Life in de Mega Top 100 | It's My Life in de Mega Top 100 | It's My Life in de Mega Top 100 | It's My Life in de Mega Top 100 | It's My Life in de Mega Top 100 | It's My Life in de Mega Top 100 | It's My Life in de Mega Top 100 | It's My Life in de Mega Top 100 | It's My Life in de Mega Top 100 | It's My Life in de Mega Top 100 | It's My Life in de Mega Top 100 | It's My Life in de Mega Top 100 |
| Week                            | 1                               | 2                               | 3                               | 4                               | 5                               | 6                               | 7                               | 8                               | 9                               | 10                              | 11                              | 12                              | 13                              | 14                              | 15                              | 16                              | 17                              | 18                              | 19                              | 20                              |                                 |
| ------------------------------- | ------------------------------- | ------------------------------- | ------------------------------- | ------------------------------- | ------------------------------- | ------------------------------- | ------------------------------- | ------------------------------- | ------------------------------- | ------------------------------- | ------------------------------- | ------------------------------- | ------------------------------- | ------------------------------- | ------------------------------- | ------------------------------- | ------------------------------- | ------------------------------- | ------------------------------- | ------------------------------- | ------------------------------- |
| Positie                         | 5                               | 1                               | 1                               | 1                               | 2                               | 2                               | 3                               | 6                               | 9                               | 9                               | 11                              | 11                              | 14                              | 21                              | 35                              | 43                              | 51                              | 64                              | 70                              | 80                              | uit                             |

### Vlaamse Ultratop 50
| "It's My Life" in de Vlaamse Ultratop 50 - binnen: 13 mei 2000 | "It's My Life" in de Vlaamse Ultratop 50 - binnen: 13 mei 2000 | "It's My Life" in de Vlaamse Ultratop 50 - binnen: 13 mei 2000 | "It's My Life" in de Vlaamse Ultratop 50 - binnen: 13 mei 2000 | "It's My Life" in de Vlaamse Ultratop 50 - binnen: 13 mei 2000 | "It's My Life" in de Vlaamse Ultratop 50 - binnen: 13 mei 2000 | "It's My Life" in de Vlaamse Ultratop 50 - binnen: 13 mei 2000 | "It's My Life" in de Vlaamse Ultratop 50 - binnen: 13 mei 2000 | "It's My Life" in de Vlaamse Ultratop 50 - binnen: 13 mei 2000 | "It's My Life" in de Vlaamse Ultratop 50 - binnen: 13 mei 2000 | "It's My Life" in de Vlaamse Ultratop 50 - binnen: 13 mei 2000 | "It's My Life" in de Vlaamse Ultratop 50 - binnen: 13 mei 2000 | "It's My Life" in de Vlaamse Ultratop 50 - binnen: 13 mei 2000 | "It's My Life" in de Vlaamse Ultratop 50 - binnen: 13 mei 2000 | "It's My Life" in de Vlaamse Ultratop 50 - binnen: 13 mei 2000 | "It's My Life" in de Vlaamse Ultratop 50 - binnen: 13 mei 2000 | "It's My Life" in de Vlaamse Ultratop 50 - binnen: 13 mei 2000 | "It's My Life" in de Vlaamse Ultratop 50 - binnen: 13 mei 2000 | "It's My Life" in de Vlaamse Ultratop 50 - binnen: 13 mei 2000 | "It's My Life" in de Vlaamse Ultratop 50 - binnen: 13 mei 2000 | "It's My Life" in de Vlaamse Ultratop 50 - binnen: 13 mei 2000 | "It's My Life" in de Vlaamse Ultratop 50 - binnen: 13 mei 2000 | "It's My Life" in de Vlaamse Ultratop 50 - binnen: 13 mei 2000 |
| Week                                                           | 1                                                              | 2                                                              | 3                                                              | 4                                                              | 5                                                              | 6                                                              | 7                                                              | 8                                                              | 9                                                              | 10                                                             | 11                                                             | 12                                                             | 13                                                             | 14                                                             | 15                                                             | 16                                                             | 17                                                             | 18                                                             | 19                                                             | 20                                                             | 21                                                             |                                                                |
| -------------------------------------------------------------- | -------------------------------------------------------------- | -------------------------------------------------------------- | -------------------------------------------------------------- | -------------------------------------------------------------- | -------------------------------------------------------------- | -------------------------------------------------------------- | -------------------------------------------------------------- | -------------------------------------------------------------- | -------------------------------------------------------------- | -------------------------------------------------------------- | -------------------------------------------------------------- | -------------------------------------------------------------- | -------------------------------------------------------------- | -------------------------------------------------------------- | -------------------------------------------------------------- | -------------------------------------------------------------- | -------------------------------------------------------------- | -------------------------------------------------------------- | -------------------------------------------------------------- | -------------------------------------------------------------- | -------------------------------------------------------------- | -------------------------------------------------------------- |
| Nummer                                                         | 49                                                             | 32                                                             | 16                                                             | 10                                                             | 7                                                              | 2                                                              | 1                                                              | 1                                                              | 1                                                              | 1                                                              | 2                                                              | 4                                                              | 4                                                              | 6                                                              | 13                                                             | 16                                                             | 19                                                             | 21                                                             | 26                                                             | 35                                                             | 46                                                             | uit                                                            |

### NPO Radio 2 Top 2000
| Nummer met noteringen in de NPO Radio 2 Top 2000 | '06 | '07 | '08 | '09 | '10 | '11 | '12 | '13 | '14 | '15 | '16 | '17 | '18 | '19 | '20 | '21 | '22 | '23 | '24 |
| ------------------------------------------------ | --- | --- | --- | --- | --- | --- | --- | --- | --- | --- | --- | --- | --- | --- | --- | --- | --- | --- | --- |
| It's My Life                                     | 392 | 306 | 740 | 495 | 415 | 401 | 318 | 385 | 564 | 466 | 536 | 587 | 469 | 516 | 523 | 540 | 642 | 729 | 751 |

1. ↑  Een vetgedrukt getal geeft de hoogste notering aan.
2. ↑  2006 was het eerste jaar met een notering voor dit nummer.